# Blåblomssläktet
Blåblomssläktet (Ceratostigma) är ett växtsläkte inom familjen triftväxter med 7 eller 8 erkända arter från östra Afrika och Asien. Några arter odlas som krukväxter i Sverige.
Släktet består av fleråriga örter till halvbuskar eller buskar. Stammarna är upprätta eller utbredda, välförgrenade, vanligen borsthåriga. Bladens kanter har inrullade år. Blomställningen är toppställd eller kommer i bladvecken, huvudlik med vanligen 1-blommiga ax. Fodret är rörlikt. Kronan är utbredd med lång blompip.

## Arter
- Ceratostigma abyssinicum[5][2][3]
- Ceratostigma asperrimum[5][2][3]
- Ceratostigma griffithii[5][2][3]
- Ceratostigma minus[5][2][3]
- Ceratostigma plumbaginoides[5][2][3] (typarten för släktet)
- Ceratostigma stapfianum[5][3] (ses i vissa källor som en synonym till Ceratostigma asperrimum)[6]
- Ceratostigma ulicinum[5][2][3]
- Ceratostigma willmottianum[5][2][3]

Taxonomiska noter:
- Ceratostigma polhillii[5] är inte ett accepterat namn.[7][3]

## Bildgalleri

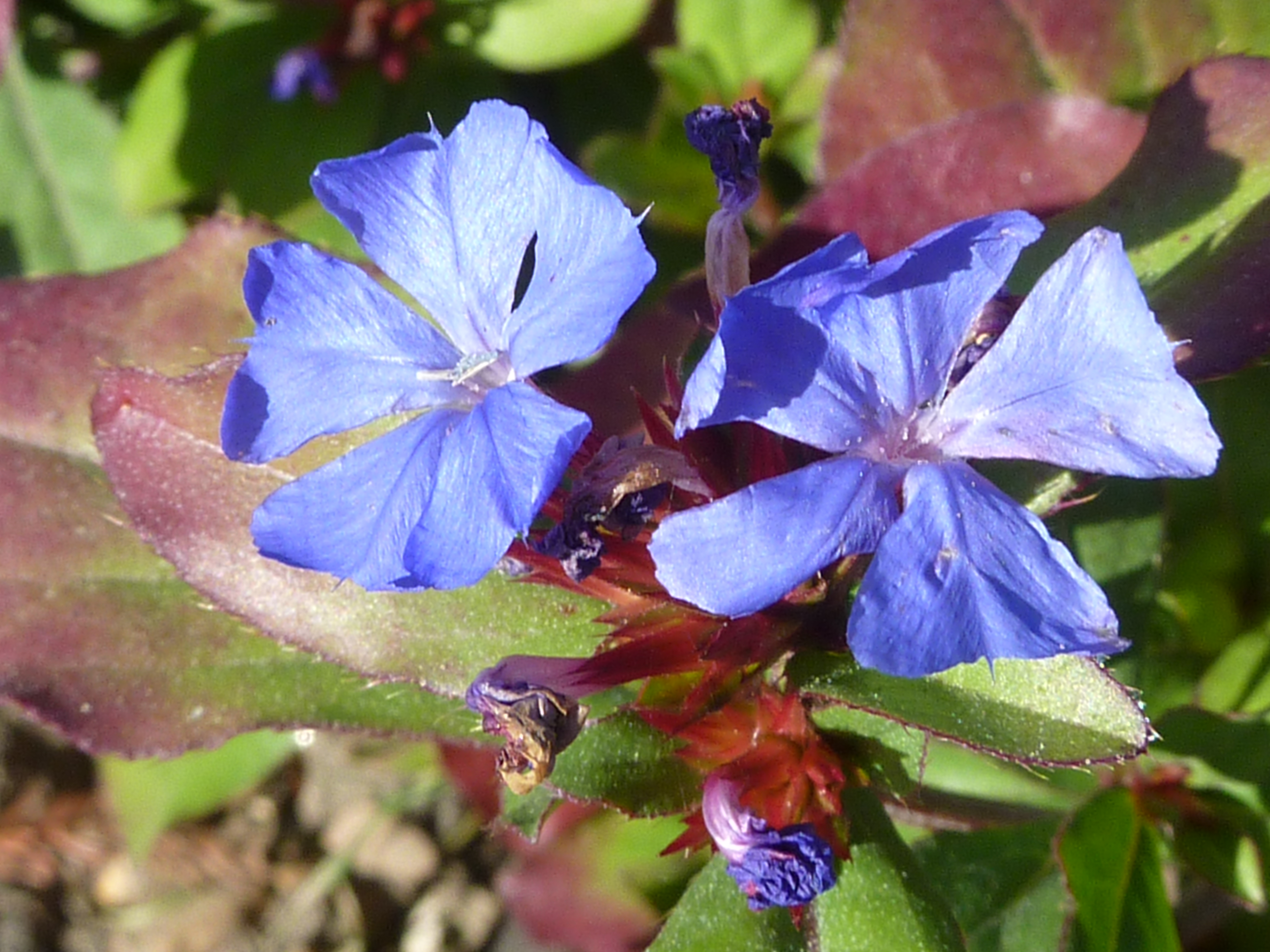
C. plumbaginoides
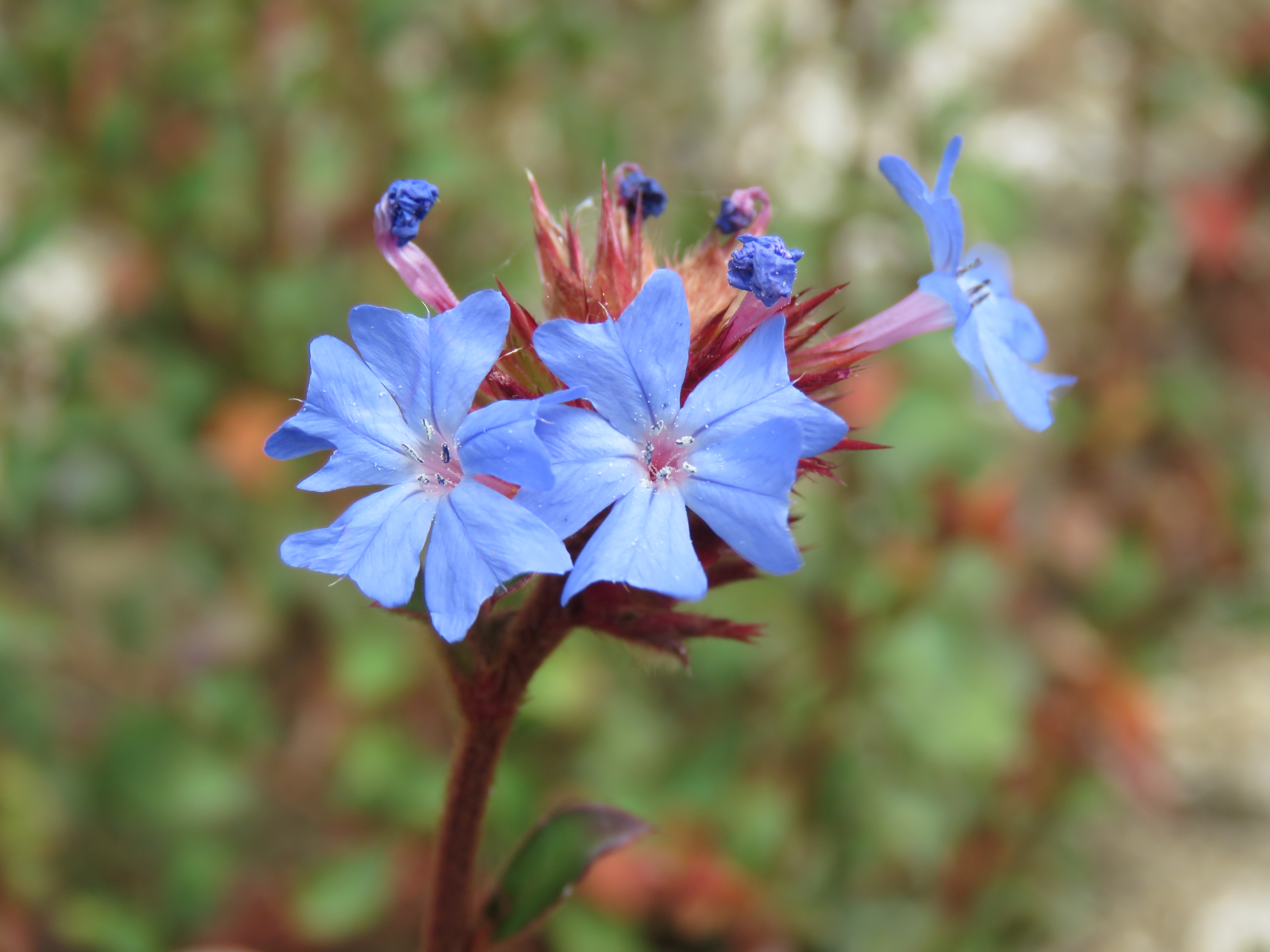
C. griffitthi
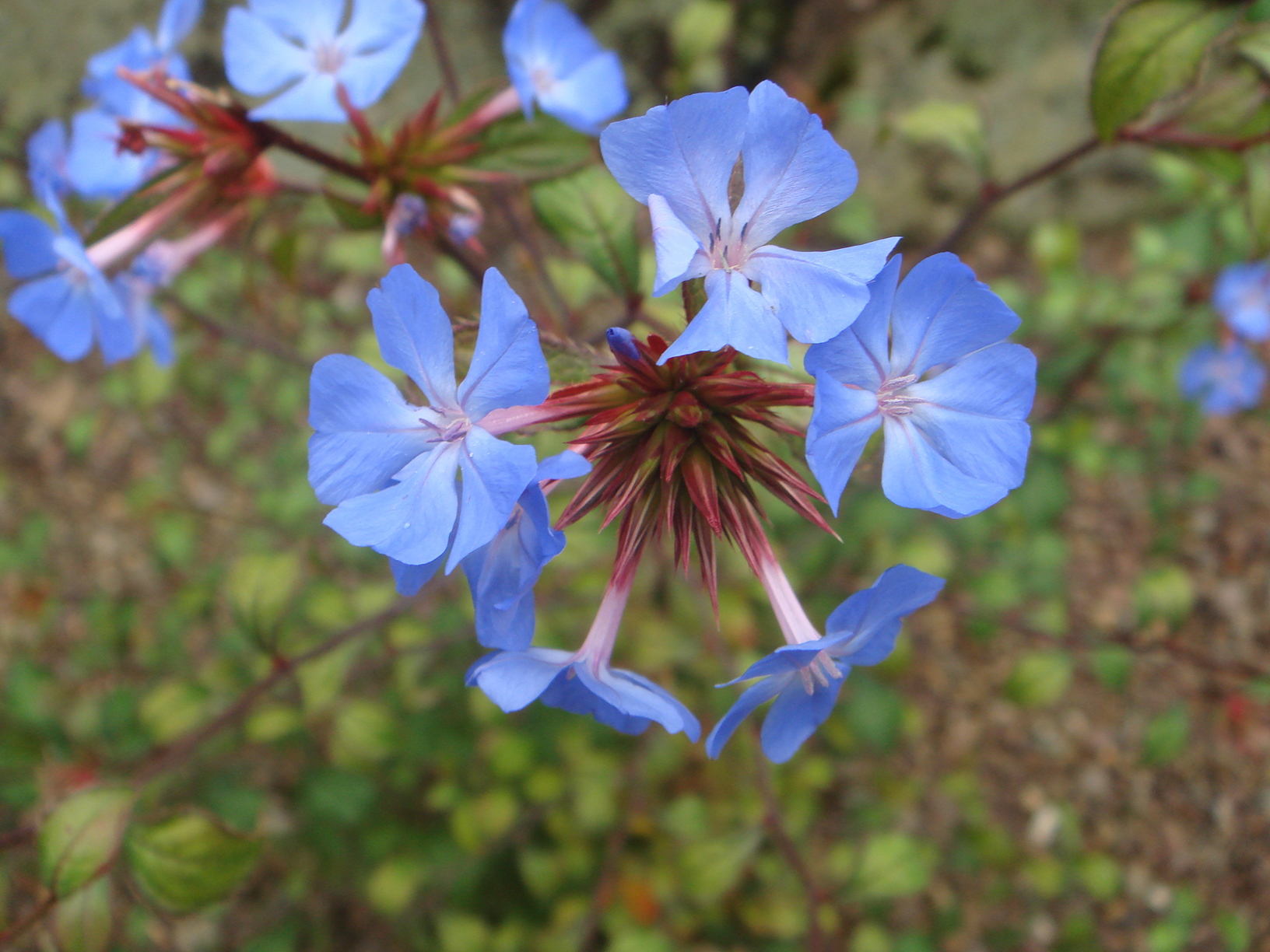
C. minus
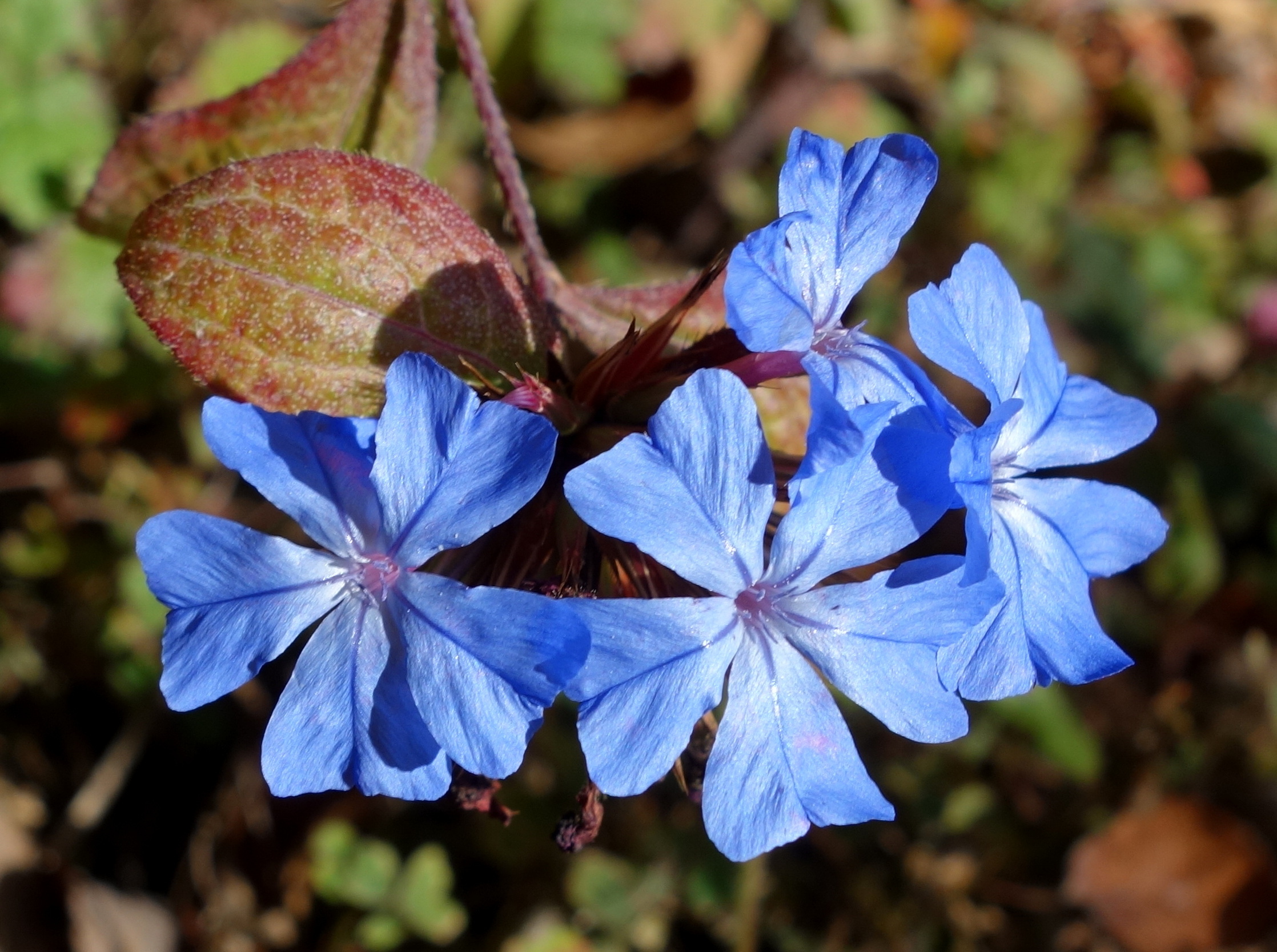
C. willmottianum